# Station Bourth
Station Bourth is een spoorwegstation in de Franse gemeente Bourth.